# Choloy-Ménillot
Choloy-Ménillot est une commune française située dans le département de Meurthe-et-Moselle en région Grand Est.

## Géographie
Le ban de la commune s'étire du sud-ouest au nord-est sur une surface de 1195 hectares. Prennent successivement place dans cet espace, des zones boisées (Lavaux, Ménillot, Chanois) du plateau lorrain des côtes de Meuse (zonage OA, OB du cadastre - alt entre 370 et 400m), puis un vallon collectant les eaux primitives du faux Rupt et du petit Ingressin, ainsi que le Met-Fontaine, puis le bourg primitif adossé à un flanc de coteau (alt. env 255 m) et enfin une plaine continue (zonages A et Z du cadastre - alt. env. 245 m) jusqu’à la vallée de l'Ingressin qui forme la limite nord du territoire.

### Géologie et relief
Hydrogéologie et climatologie : Système d’information pour la gestion de l’Aquifère rhénan, par le BRGM :
Territoire communal : Occupation du sol (Corinne Land Cover); Cours d'eau (BD Carthage),
Géologie : Carte géologique; Coupes géologiques et techniques,
 Hydrogéologie : Masses d'eau souterraine; BD Lisa; Cartes piézométriques.
Hydrogéologie et climatologie : Système d’information pour la gestion des eaux souterraines du bassin Rhin-Meuse :
Territoire communal : Occupation du sol (Corinne Land Cover); Cours d'eau (BD Carthage),
Géologie : Carte géologique; Coupes géologiques et techniques,
 Hydrogéologie : Masses d'eau souterraine; BD Lisa; Cartes piézométriques.
Diverses infrastructures modernes coupent le paysage comme la route nationale 4, la rigole d'alimentation du canal de la Marne au Rhin et la voie de chemin de fer Culmont Chalindrey à Toul.
D'après les données Corine land Cover, la commune d'une surface de 1203 ha, comportait en 2011 près de 60 % de forêts, 38 % de zones agricoles et 2% de zones urbanisées.

### Communes limitrophes
| Foug                  | Ecrouves        | Domgermain |
| Foug                  | Choloy-Ménillot | Domgermain |
| Rigny-la-Salle(Meuse) | Domgermain      | Domgermain |

### Hydrographie
La commune est traversée par la ligne de partage des eaux entre les bassins versants du Rhin et de la Meuse au sein du bassin Rhin-Meuse. Elle est drainée par le canal d'Alimentation du le canal de la Marne au Rhin, le Petit Ingressin et le ruisseau l'Ingressin,.
Le canal d'alimentation du canal de la Marne au Rhin est un aqueduc, conduite forcée et un canal, chenal non navigable de 10 km qui relie la commune de Toul à celle de Foug où il se jette dans le canal de la Marne au Rhin. 
L'Ingressin, d'une longueur de 13 km, prend sa source dans la commune de Foug et se jette  dans la Moselle à Toul, après avoir traversé quatre communes. 

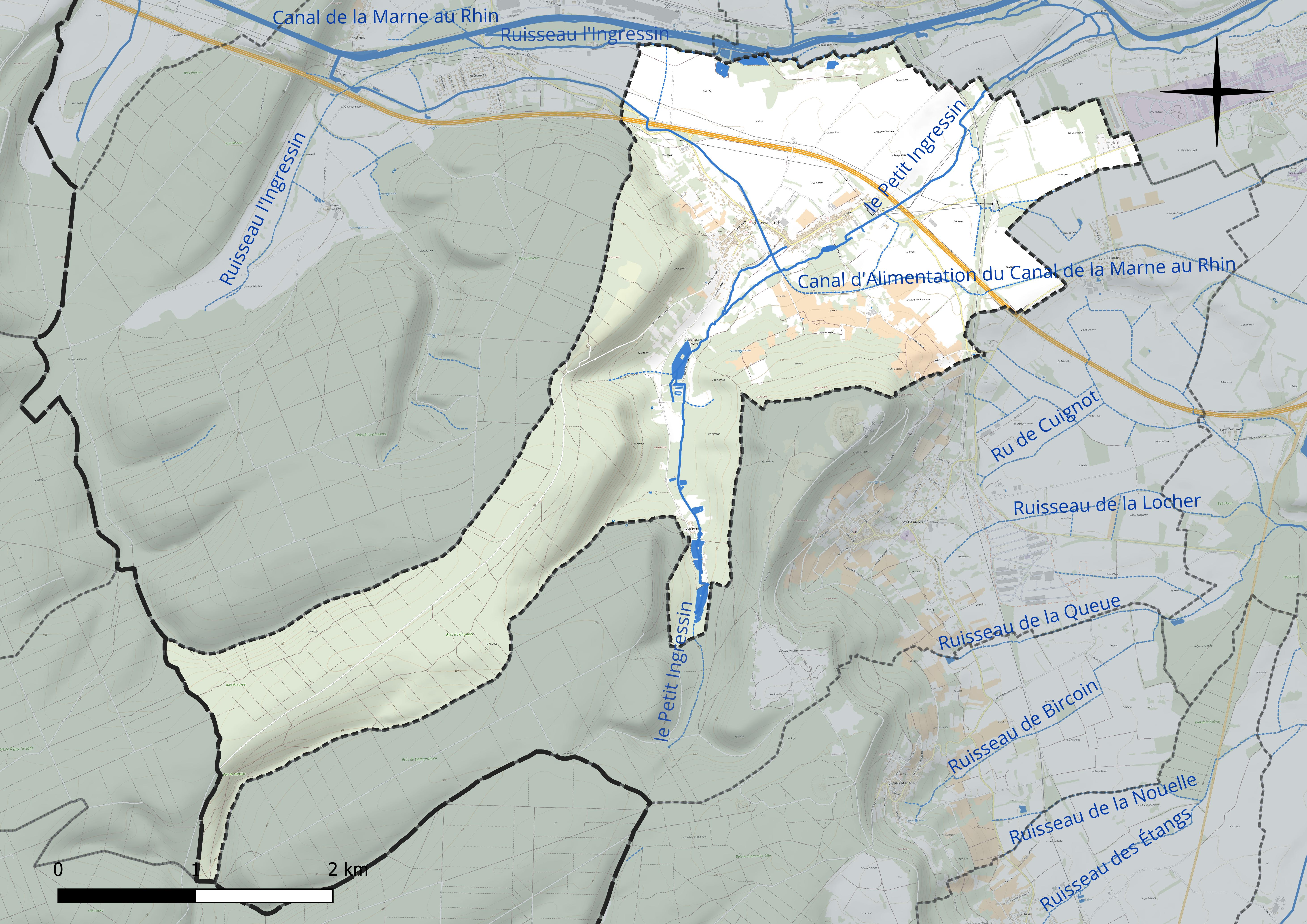
Réseau hydrographique de Choloy-Ménillot.

### Climat
Pour des articles plus généraux, voir Climat du Grand Est et Climat de Meurthe-et-Moselle.
En 2010, le climat de la commune est de type climat des marges montargnardes, selon une étude du Centre national de la recherche scientifique s'appuyant sur une série de données couvrant la période 1971-2000. En 2020, Météo-France publie une typologie des climats de la France métropolitaine dans laquelle la commune est exposée à un climat océanique altéré et est dans la région climatique  Lorraine, plateau de Langres, Morvan, caractérisée par un hiver rude (1,5 °C), des vents modérés et des brouillards fréquents en automne et hiver. 
Pour la période 1971-2000, la température annuelle moyenne est de 9,6 °C, avec une amplitude thermique annuelle de 16,8 °C. Le cumul annuel moyen de précipitations est de 867 mm, avec 12,6 jours de précipitations en janvier et 9 jours en juillet. Pour la période 1991-2020, la température moyenne annuelle observée sur la station météorologique de Météo-France la plus proche, « Nancy-Ochey », sur la commune d'Ochey à 13 km à vol d'oiseau, est de 10,5 °C et le cumul annuel moyen de précipitations est de 810,4 mm. 
La température maximale relevée sur cette station est de 39,6 °C, atteinte le 25 juillet 2019 ; la température minimale est de −19,1 °C, atteinte le 12 janvier 1987,,. 
Les paramètres climatiques de la commune ont été estimés pour le milieu du siècle (2041-2070) selon différents scénarios d'émission de gaz à effet de serre à partir des nouvelles projections climatiques de référence DRIAS-2020. Ils sont consultables sur un site dédié publié par Météo-France en novembre 2022.

## Urbanisme

### Typologie
Au 1er janvier 2024, Choloy-Ménillot est catégorisée commune rurale à habitat dispersé, selon la nouvelle grille communale de densité à sept niveaux définie par l'Insee en 2022.
Elle est située hors unité urbaine. Par ailleurs la commune fait partie de l'aire d'attraction de Nancy, dont elle est une commune de la couronne,. Cette aire, qui regroupe 353 communes, est catégorisée dans les aires de 200 000 à moins de 700 000 habitants,.

### Occupation des sols
L'occupation des sols de la commune, telle qu'elle ressort de la base de données européenne d’occupation biophysique des sols Corine Land Cover (CLC), est marquée par l'importance des forêts et milieux semi-naturels (62,1 % en 2018), en augmentation par rapport à 1990 (61,1 %). La répartition détaillée en 2018 est la suivante : 
forêts (38,2 %), milieux à végétation arbustive et/ou herbacée (21,3 %), terres arables (19,4 %), prairies (11,9 %), zones urbanisées (3,3 %), cultures permanentes (3,3 %), espaces ouverts, sans ou avec peu de végétation (2,5 %). L'évolution de l’occupation des sols de la commune et de ses infrastructures peut être observée sur les différentes représentations cartographiques du territoire : la carte de Cassini (XVIIIe siècle), la carte d'état-major (1820-1866) et les cartes ou photos aériennes de l'IGN pour la période actuelle (1950 à aujourd'hui).

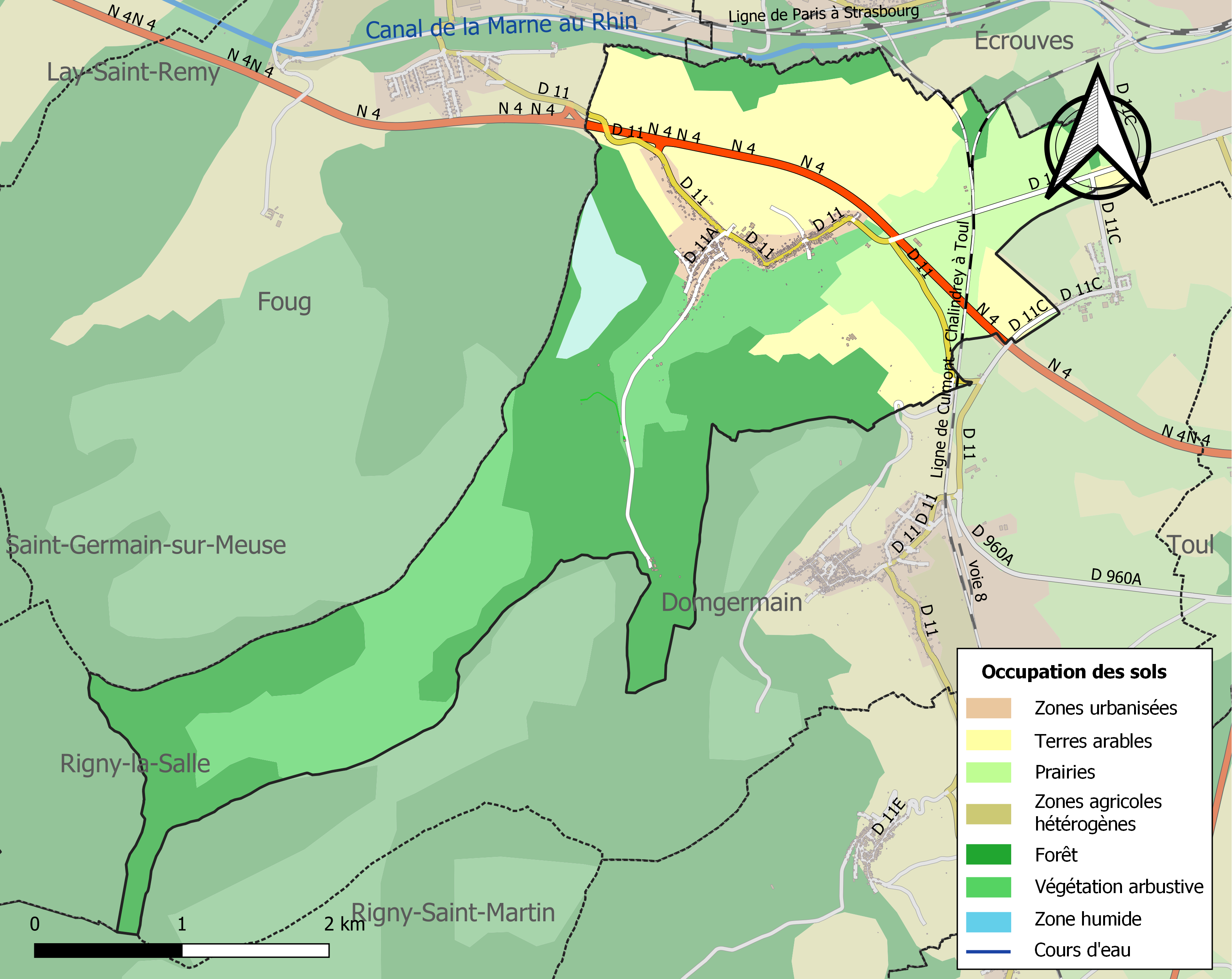
Carte des infrastructures et de l'occupation des sols de la commune en 2018 (CLC).

## Toponymie
Choloy est attesté sous les formes Camiacum (836) ; Cauliacum (1069) ; Ecclesia de Choloy (1210) ; Cholois (1218) ; Choloi (1247) ; Challot (1516) ; Chauloy ; Choloy-et-Val-de-Passey.

Le toponyme Choloy apparaît en 859 sous la forme Caulido, de caulis, « chou », avec le suffixe collectif -etum, et signifie donc plantation de choux.
Le nom de la localité est attesté sous les formes « Alodium cum capella quod dicitur Mansionile juxta Cauliacum » (1069) ; Manilla (1359) ; Malinetum, Maniletum juxta Choleyum (1402) ; Le Mesnillot-près-Challot (1516) ; Le Mesnillot-lez-Choloy (1568).

Une étymologie populaire rattache souvent le toponyme Mesnil ou Ménil au terme moulin : c'est en réalité l'un des nombreux mots désignant un village au Haut Moyen Âge (cf. Du Cange sous mansionile et l'article Mesnil). Lorsque le terme n’est pas précédé d’un anthroponyme, il s’agit d’une fondation des Xe siècle- XIIe siècles. En l’occurrence, le toponyme Ménillot n'apparaît qu'en 1069 sous la forme Mansionile juxta Cauliacum (Ménil-lès-Choloy), par opposition au Mansionile juxta Scropula (Ménil-lès-Écrouves) qu'est Grandménil, de l'autre côté de l'Ingressin : de même, le suffixe diminutif -ot fait de Ménillot un « petit Ménil » par opposition au Grand ménil d'Écrouves.
Le Val de Passey (Val de Pacé) forme un écart en forêt depuis toujours réuni au village. Le vallon y  accueille le ruisseau de Met-Fontaine qui prend sa source dans la commune voisine de Domgermain.

## Histoire
La carte archéologique de la Gaule signale la découverte en 1981 d'un peigne en bronze indice d'une première occupation de la Tène Finale.

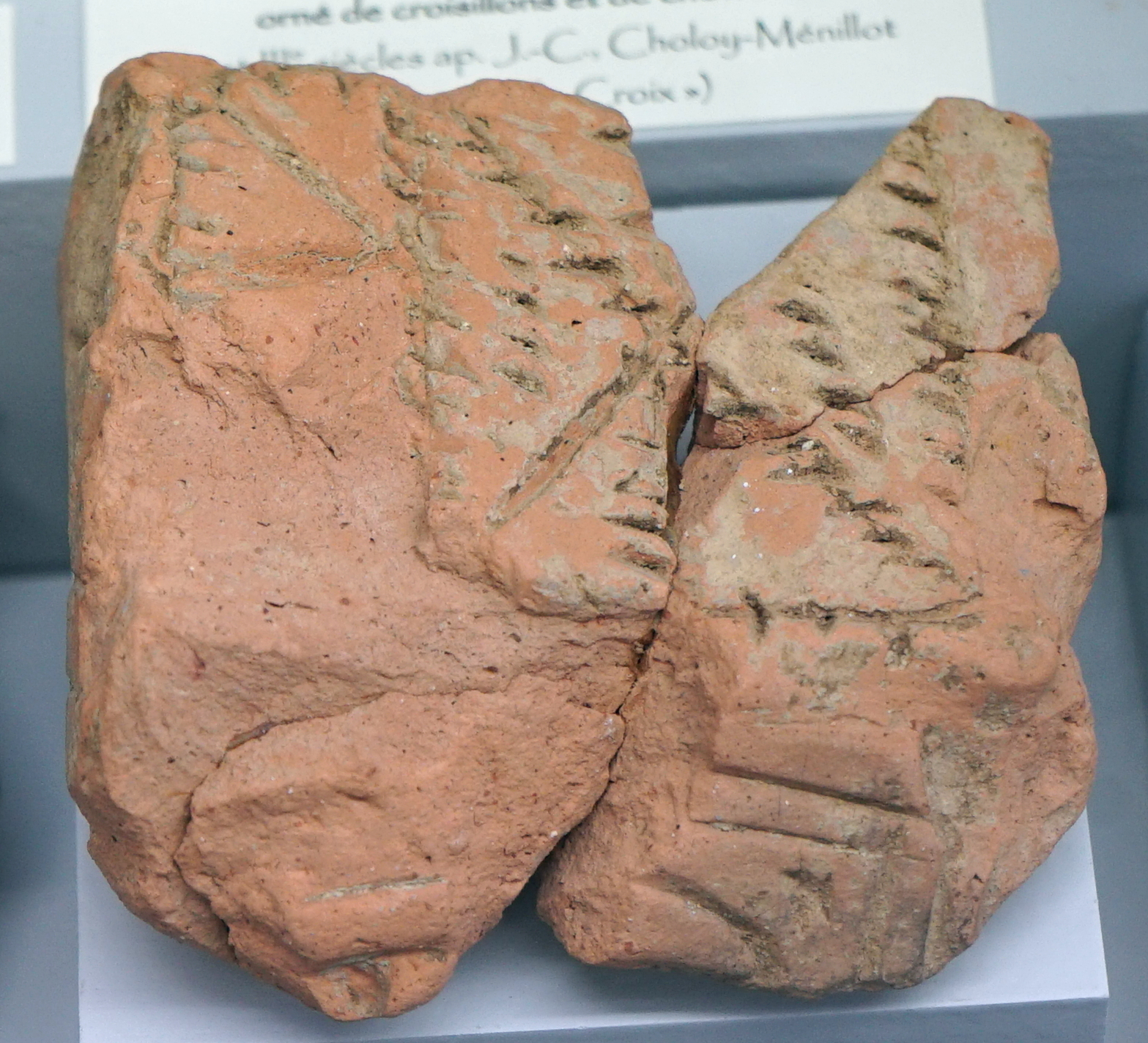
Support de vase Choloy-menillot (III) Musée de Toul

Le répertoire archéologique Beaupré mentionne la découverte de tuiles à rebords, briques, monnaies romaines, en grand nombre au lieu-dit « Champally », indice de premières occupations gallo-romaines ?, ainsi que le chemin dit "De Brabant" (de Foug à Domgermain ?) traversant la commune.
La carte archéologique de la Gaule signale également la mise au jour en 1983 d'une portion de la voie romaine Orléans –Vaucouleurs - Toul à l'occasion de la construction de l'autoroute A31.Les fouilles programmées ont mis en évidence des occupations de type exploitations agricoles de la fin de l'ère romaine.
Un écrit de l'abbaye de Poussay mentionne une partie des terres situées sur le territoire de Choloy (partem terrae de Cauleio) en 1051 et il en également parlé dans une lettre de Pibon, évêque de Toul, en faveur de l'église Saint-Gengoult en 1105.
Dom Calmet écrit dans ses histoires de la Lorraine et de ses hommes illustres : 
«La seigneurie de Choloy était un fief mouvant de la Châtellenie de Foug; les habitants jouissaient de plusieurs privilèges, franchises et exemptions de certaines tailles, que les ducs de Bar leur avaient accordés, et que le duc Antoine de Lorraine confirma en 1515. Le sieur Charles Doyot, procureur et syndic de la ville de Toul, ayant quelque contestation avec les habitants de Choloy, au sujet des biens qu'il y possédait, Léopold lui accorda, en 1715, le titre de seigneur de ce lieu, avec tous les droits honorifiques qui y étaient attachés, en considération de la réception honorable que lui avait faite la ville de Toul, lorsqu'il revenait de visiter le chevalier de st Georges (Jacques III, roi d'Ecosse), retiré  à Bar-le-Duc.»
À l'instar de Gondreville, L'historien croit également que les rois de Francs de la première race  ont eu à Choloy une maison royale pour y pratiquer la chasse
et indique qu'il y avait au lieu-dit « Moulin saint-Pierre » (48° 39′ 20″ N, 5° 48′ 33″ E) un ermitage sous l'invocation de ce Saint.
Le 1er janvier 1969, Choloy devient Choloy-Ménillot à la suite de sa fusion avec Ménillot.

## Politique et administration
| Période                                  | Période   | Identité       | Étiquette | Qualité                             |
| ---------------------------------------- | --------- | -------------- | --------- | ----------------------------------- |
| Les données manquantes sont à compléter. |           |                |           |                                     |
| septembre 1991                           | août 2012 | Michel Bellot  |           |                                     |
| septembre 2012                           | mai 2020  | Bernard Fabing |           | Retraité salarié du secteur privé   |
| mai 2020                                 | En cours  | Pierre Varis,  |           | Professeur, profession scientifique |

### Budget et fiscalité 2021
En 2021, le budget de la commune était constitué ainsi :
- total des produits de fonctionnement : 396 000 €, soit 539 € par habitant ;
- total des charges de fonctionnement : 281 000 €, soit 383 € par habitant ;
- total des ressources d'investissement : 86 000 €, soit 117 € par habitant ;
- total des emplois d'investissement : 389 000 €, soit 530 € par habitant ;
- endettement : 352 000 €, soit 479 € par habitant.

Avec les taux de fiscalité suivants :
- taxe d'habitation : 11,52 % ;
- taxe foncière sur les propriétés bâties : 30,38 % ;
- taxe foncière sur les propriétés non bâties : 22,15 % ;
- taxe additionnelle à la taxe foncière sur les propriétés non bâties : 0,00 % ;
- cotisation foncière des entreprises : 0,00 %.

Chiffres clés Revenus et pauvreté des ménages en 2020 : médiane en 2020 du revenu disponible, par unité de consommation : 22 100 €.

## Population et société

### Démographie
L'évolution du nombre d'habitants est connue à travers les recensements de la population effectués dans la commune depuis 1793. Pour les communes de moins de 10 000 habitants, une enquête de recensement portant sur toute la population est réalisée tous les cinq ans, les populations de référence des années intermédiaires étant quant à elles estimées par interpolation ou extrapolation. Pour la commune, le premier recensement exhaustif entrant dans le cadre du nouveau dispositif a été réalisé en 2005.

En 2022, la commune comptait 702 habitants, en évolution de −3,31 % par rapport à 2016 (Meurthe-et-Moselle : −0,13 %, France hors Mayotte : +2,11 %).
| 1793 | 1800 | 1806 | 1821 | 1831 | 1836 | 1841 | 1846 | 1851 |
| ---- | ---- | ---- | ---- | ---- | ---- | ---- | ---- | ---- |
| 460  | 427  | 437  | 432  | 440  | 517  | 554  | 552  | 538  |

| 1856 | 1861 | 1872 | 1876 | 1881 | 1886 | 1891 | 1896 | 1901 |
| ---- | ---- | ---- | ---- | ---- | ---- | ---- | ---- | ---- |
| 475  | 518  | 482  | 515  | 470  | 467  | 469  | 456  | 431  |

| 1906 | 1911 | 1921 | 1926 | 1931 | 1936 | 1946 | 1954 | 1962 |
| ---- | ---- | ---- | ---- | ---- | ---- | ---- | ---- | ---- |
| 416  | 445  | 434  | 444  | 423  | 426  | 410  | 446  | 454  |

| 1968 | 1975 | 1982 | 1990 | 1999 | 2005 | 2006 | 2010 | 2015 |
| ---- | ---- | ---- | ---- | ---- | ---- | ---- | ---- | ---- |
| 411  | 589  | 548  | 588  | 695  | 719  | 725  | 709  | 726  |

| 2020 | 2022 | - | - | - | - | - | - | - |
| ---- | ---- | - | - | - | - | - | - | - |
| 708  | 702  | - | - | - | - | - | - | - |

## Économie
Henri Lepage et E. Grosse donnent quelques indications à caractère économique dans leurs ouvrages de 1836 et 1843 en accord sur la surface totale de la commune :
« Surf. territ.: 1 168 hect., 414 à 425 en terres lab., 64 en prés, 148 à 150 en bois, et 102 à 188 en vignes dont les produits sont passables... »
indiquant tous deux le caractère agricole et viticole de l'activité.

### Secteur primaire ouAgriculture
Le secteur primaire comprend, outre les exploitations agricoles et les élevages, les établissements liés à l’exploitation de la forêt et les pêcheurs.
D'après le recensement agricole 2010 du Ministère de l'agriculture (Agreste), la commune de Choloy-Ménillot était majoritairement orientée sur la polyculture et le poly - élevage (auparavant même production) sur une surface agricole utilisée d'environ 490 hectares (surface cultivable communale) en légère hausse depuis 1988 - Le cheptel en unité de gros bétail s'est fortement réduit de 437 à 216 entre 1988 et 2010. Il n'y avait plus que 7 (14 auparavant) exploitation(s) agricole(s) ayant leur siège dans la commune employant 8 unité(s) de travail. (11 auparavant)

## Culture locale et patrimoine

### Lieux et monuments

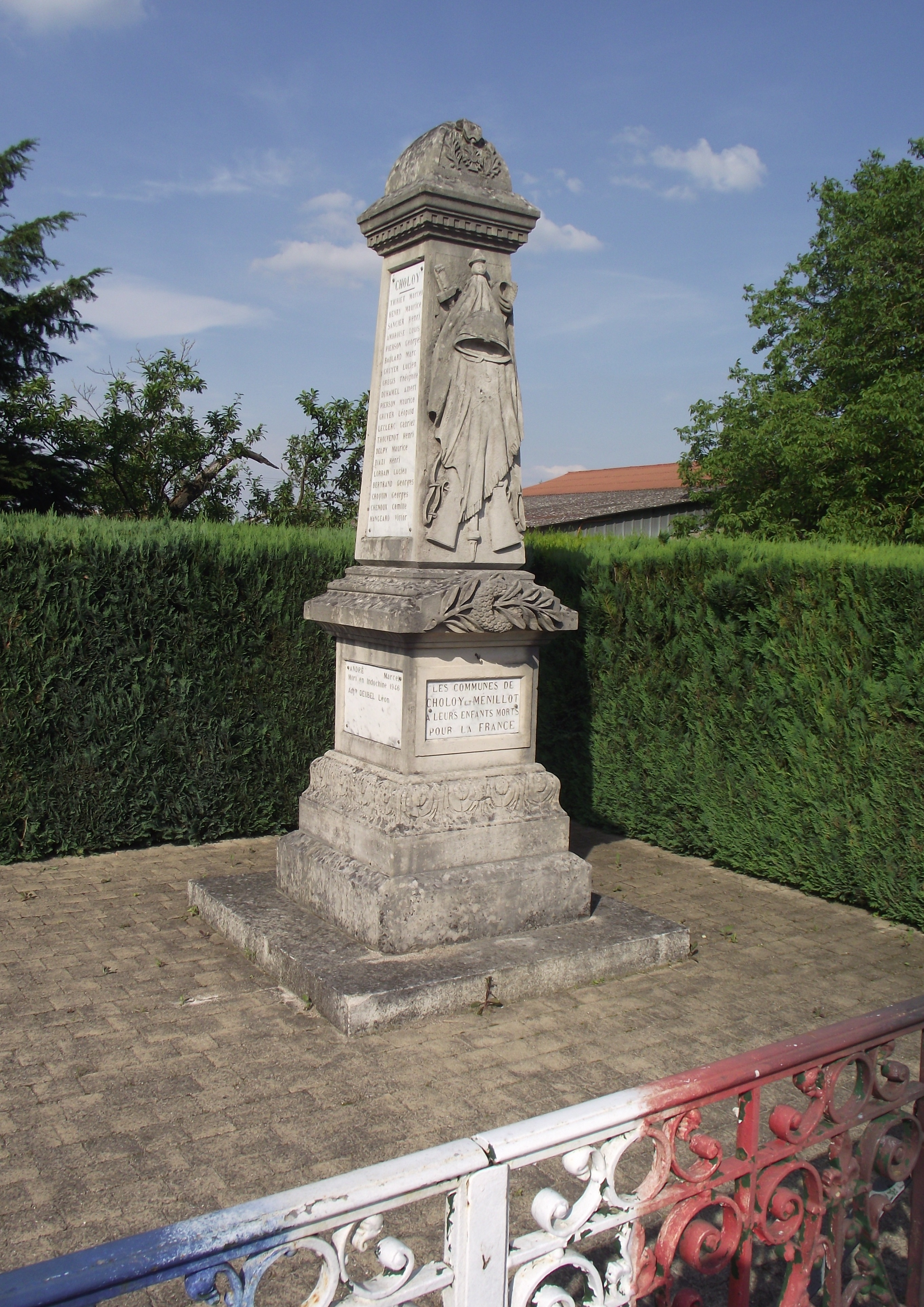
Le monument aux morts.
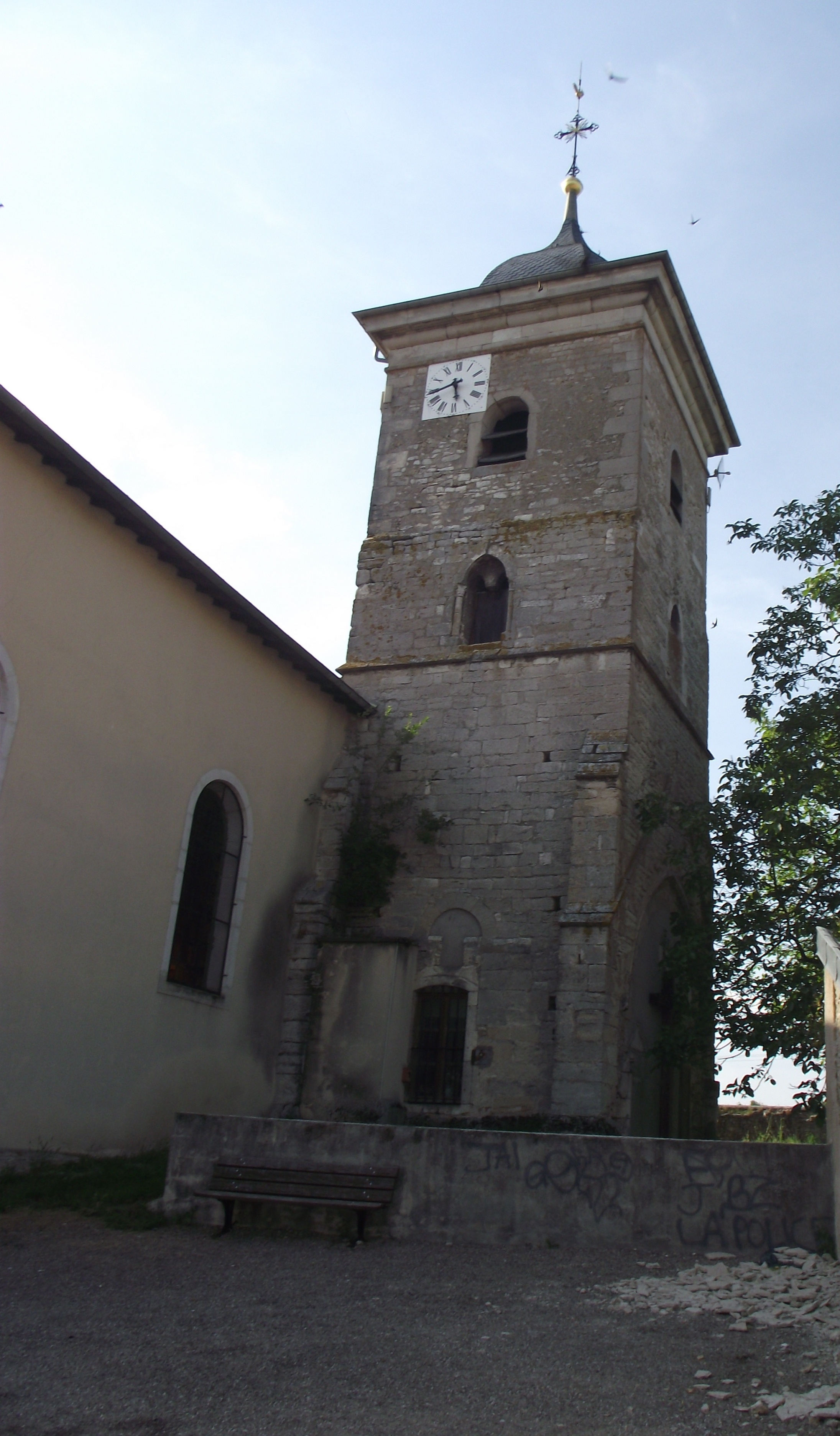
L'église Saint-Jean-Baptiste de Choloy.
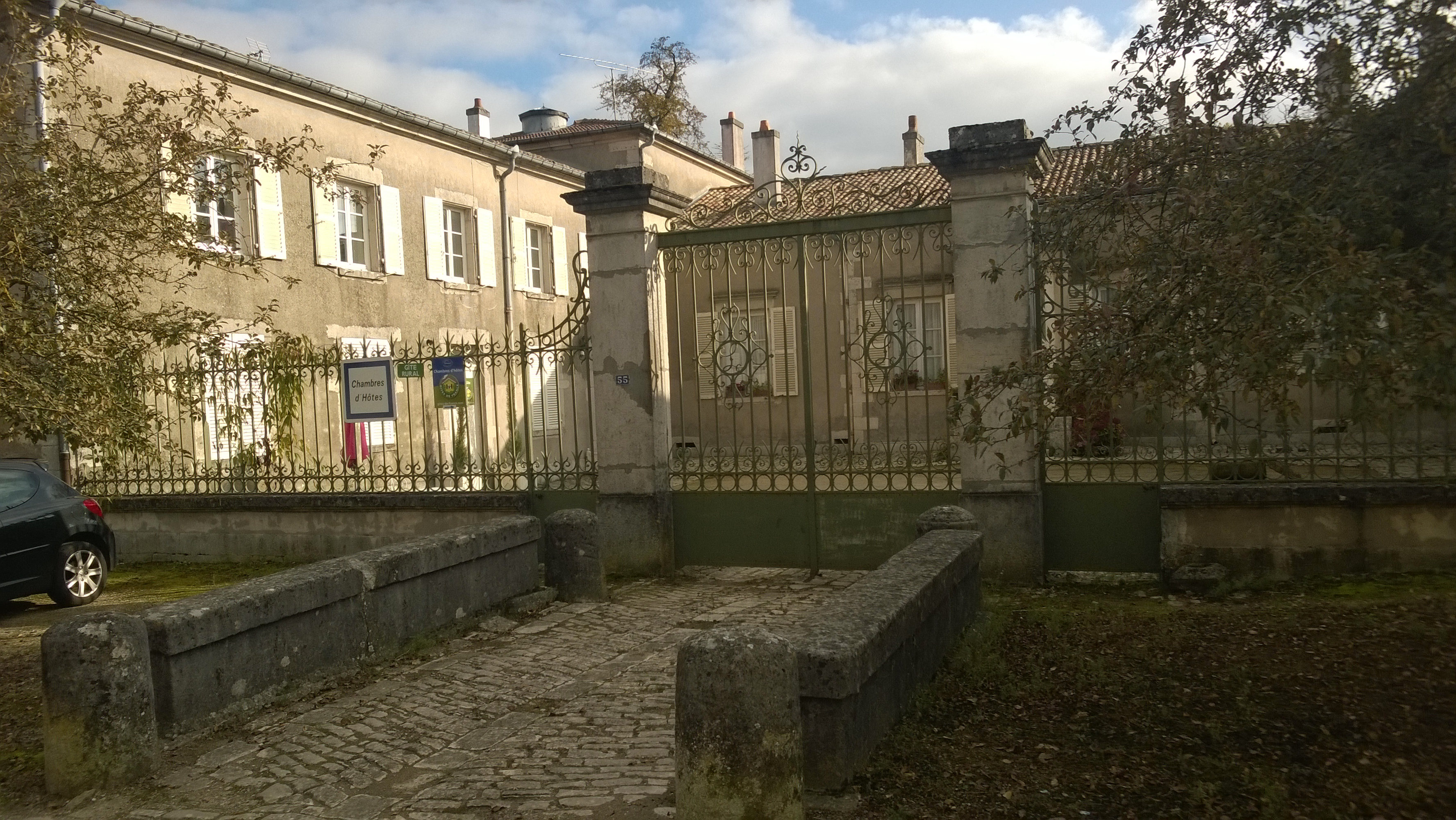
Le château de Cholloy.
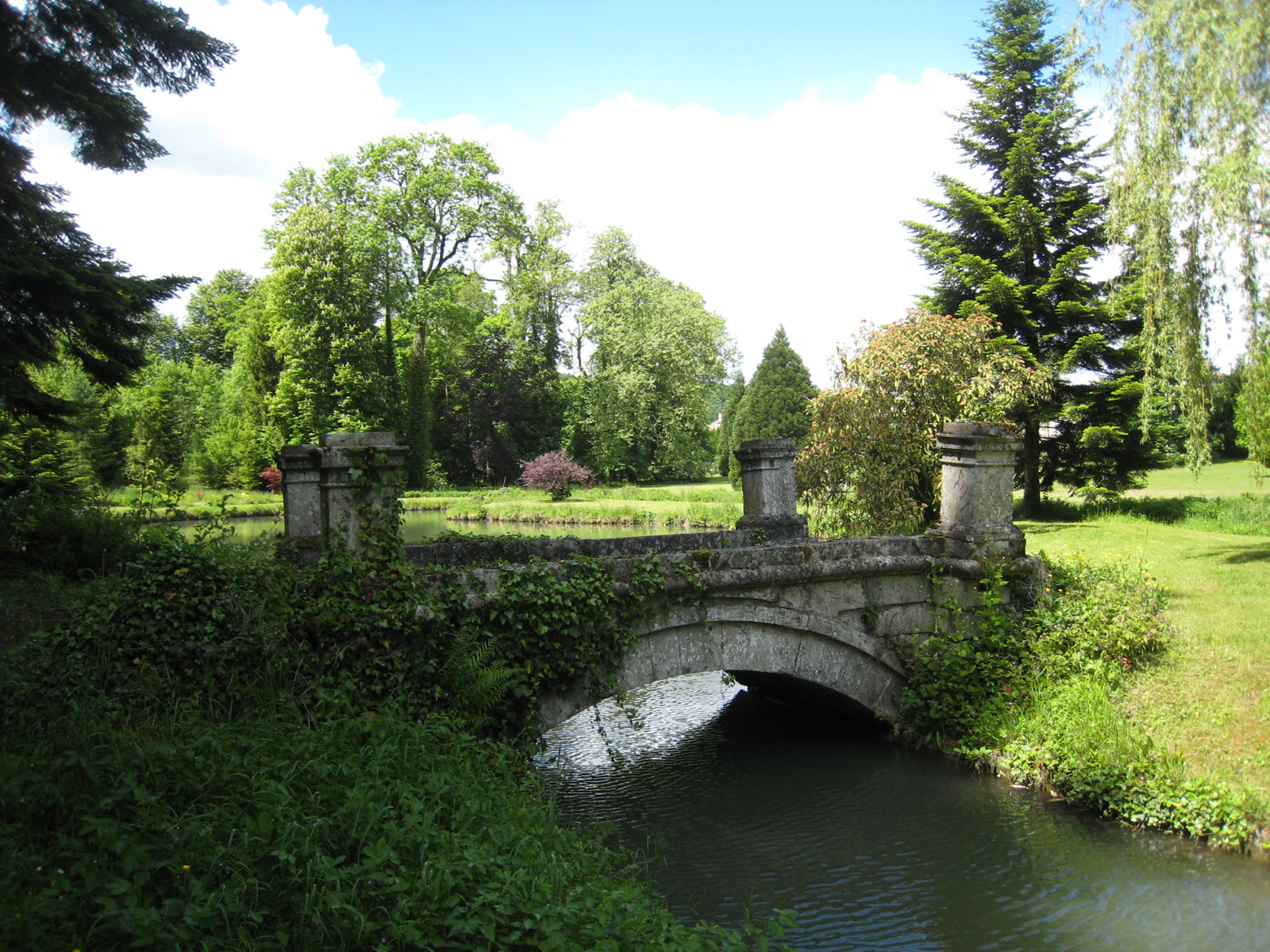
Le parc du château.
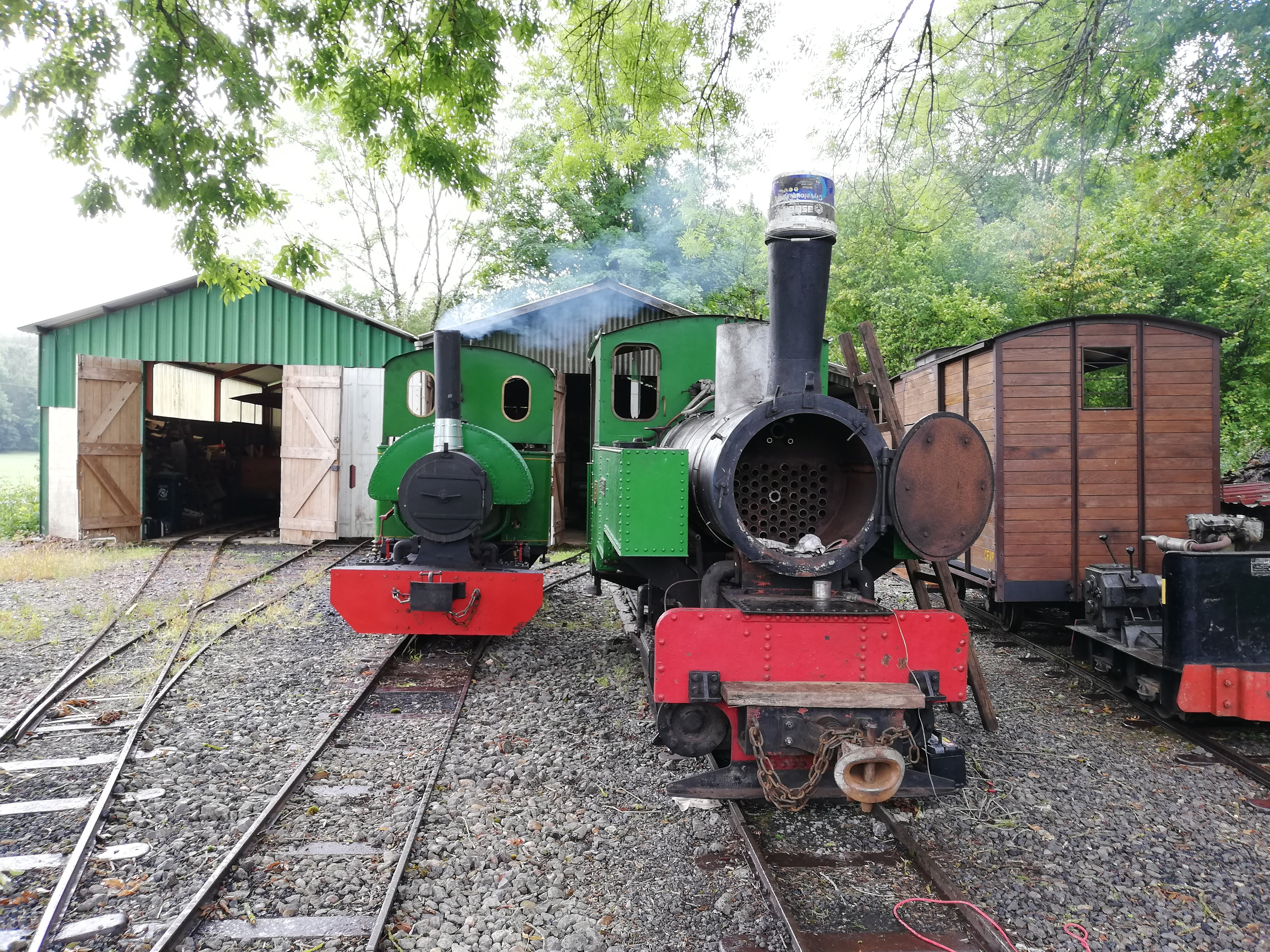
Chemin de fer du Val de Passey : Les locomotives au dépôt.

- Château de Choloy XIXe siècle néo-classique : château et dépendances, décor intérieur, jardin d'agrément ses éléments bâtis[39]. Le château et son jardin d'agrément sont inscrits sur l'inventaire supplémentaire des monuments historiques par arrêté du 6 novembre 1988[40].
- Nécropole nationale 1926 Français ; 144 alliés (1914-1918) ; 9 Français (1939-1948)[41]
- Monument aux morts[42] : Conflits commémorés : Guerre 1914-1918 - 1939-1945 - Indochine (1946-1954) - AFN-Algérie (1954-1962).
- Place du Couarail
- Église de l'Assomption de Ménillot : chœur et vitrail XIIIe siècle[43],[44].

Statue Vierge à l'Enfant,,,.
Statue Sainte Barbe.
- Église Saint-Jean-Baptiste de Choloy[50],[51],[52].

Orgue.
- Chemin de fer du Val de Passey

### Peronnalités liées à la commune
- Ferdinand Alfred O'Gorman, qui achète en 1855 le château et le domaine de Choloy (revendu en 1908).

### Héraldique
| Blason de Choloy-Ménillot | Blason  | Blasonnement : d'azur au lion d'argent la queue passée en sautoir, armé, lampassé de gueules et couronné d'or, tenant une épée d'argent emmanchée d'or, à la bordure engrêlée du même. |
| Blason de Choloy-Ménillot | Détails | Le statut officiel du blason reste à déterminer. |